# گمینا یاشنگتسا
گمینا یاشنگتسا (به لهستانی:  Gmina Jasienica) یک گمینا در لهستان است که در شهرستان بیلسکو واقع شده‌است. گمینا یاشنگتسا ۹۱٬۷۱۴ کیلومتر مربع مساحت و ۲۰٬۶۲۵ نفر جمعیت دارد.